# Captain Beyond
A Captain Beyond amerikai progresszív/pszichedelikus rock/fúziós jazz együttes. 1972-ben alakultak Los Angelesben. Kisebb-nagyobb megszakításokkal a mai napig működnek.
Tagjai az Iron Butterfly-ban, a Johnny Winter Groupban és a Deep Purple-ben is játszottak.

## Tagok
- Bobby Caldwell - dob, ütős hangszerek  (1971–1973, 1973, 1976–1978, 1998–2003, 2013–)
- Jeff Artabasy - basszusgitár (1998–2003, 2015–)
- Don Bonzi - gitár (2013–)
- Jamie Holka - gitár (2013–)
- Simon Lind - gitár, billentyűk, ének (2013–)

Korábbi tagok
- Lee Dorman - basszusgitár (1971–1973, 1973, 1976–1978)
- Rod Evans - ének (1971–1973, 1973)
- Lewie Gold - billentyűk (1971)
- Larry "Rhino" Reinhardt - gitár (1971–1973, 1973, 1976–1978, 1998–2003)
- Guille Garcia - ütős hangszerek (1973)
- Brian Glascock - dob (1973)
- Reese Wynans - billentyűk (1973)
- Marty Rodriguez - dob (1973)
- Jason Cahoon - ének (1976)
- Willy Daffern - ének (1976–1978)
- Dan Frye - billentyűk (1998–2003)
- Jimi Interval - ének (1998–2003)
- Steve Petrey - gitár (2000–2001)
- Allen Carmen - basszusgitár (2013–2015)
- Jeff "Boday" Christensen - gitár (2013–2015)

## Diszkográfia
- Captain Beyond (1972)
- Sufficiently Breathless (1973)
- Dawn Explosion (1977)

EP-k
- Night Train Calling (2000)

Koncert albumok
- Far Beyond a Distant Sun – Live Arlington, Texas (1973)
  - Frozen Over Live (1973, bootleg verzió) 
    - Live In Texas - October 6, 1973 (bootleg, 2013-ban megjelent)
- Live Anthology (bootleg, 2013)
- Live In Montreux 1972: 04.30.72 (2016)
- Live In Miami August 19, 1972 (2019)
- Live In New York - July 30th, 1972 (2019)

Válogatáslemezek
- Lost & Found 1972-1973 (2017)